# Antonio Carafa della Stadera
Antonio Carafa della Stadera (1586 – dicembre 1610) è stato un nobile italiano, unico figlio di Luigi Carafa della Stadera, IV principe di Stigliano e IV duca di Mondragone, e di Isabella Gonzaga, duchessa di Sabbioneta.
Fu il V duca di Mondragone dal 1602 fino alla sua morte, mentre il padre era ancora in vita.
Designato erede dei genitori, premorì ad entrambi. Fu allora la sua unica figlia ancora vivente, Anna Carafa, che succedette a Luigi ed Isabella nei titoli e nei feudi.

## Biografia

### Nascita e famiglia
Don Antonio nacque in una delle più antiche, importanti ed influenti famiglie nobiliari del Regno di Napoli, quella dei Carafa, ed apparteneva ad uno dei due rami cadetti principali, quello dei Carafa della Stadera.
Era l'unico figlio di Luigi Carafa della Stadera, IV principe di Stigliano e IV duca di Mondragone, e di Isabella Gonzaga, duchessa di Sabbioneta. Sua madre era erede universale ed unica figlia sopravvissuta del celebre Vespasiano I Gonzaga, nata dalla sua seconda moglie Anna Trastámara d'Aragona.
Tramite suo padre, Antonio poteva vantare una illustre ascendenza. Infatti poteva annoverare tra i suoi avi ben due papi (Giulio II e Paolo III) e perfino un re (Ferdinando I di Napoli). Da tutti la discendenza era in via illegittima.
Tramite la madre, invece, Antonio poteva vantare la parentela, oltre che con l'illustre dinastia Gonzaga, anche con la Corona d'Aragona, in quanto Isabella era discendente di un membro minore della Casa di Trastámara.

### Duca di Mondragone
Antonio è riportato portare il titolo di Duca di Mondragone, sebbene il padre Luigi fosse ancora in vita quando ciò avvenne, poiché Antonio premorì sia a lui sia alla madre.

### Matrimonio
Si sposò nel 1602 con Elena Aldobrandini (1590 - 2 gennaio 1663), figlia di Giovanni Francesco Aldobrandini, I principe di Meldola e Sarsina, e di Olimpia Aldobrandini.
La moglie era perciò illustramente imparentata con Papa Clemente VIII (al secolo Ippolito Aldobrandini).
Dal loro matrimonio nacquero tre figli, ma solo una di essi, Anna, raggiunse l'età adulta.

### Morte

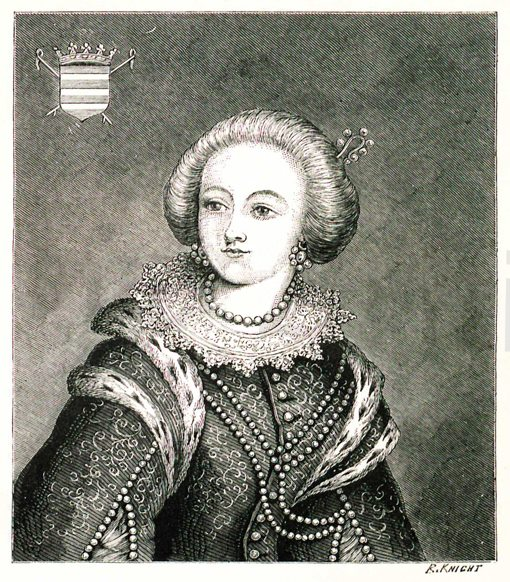
Ritratto della figlia Anna, sua erede.

Antonio, designato a succedere alla madre Isabella sul Ducato di Sabbioneta e al padre Luigi nel titolo di Principe di Stigliano e nei feudi, premorì ed entrambi loro.
Forse fu avvelenato da un servitore del padre che era stato maltrattato da Antonio.
La successione ai genitori, in tutti i numerosi titoli e feudi, passò così alla figlia Anna, che, tuttavia, nel caso di Sabbioneta mantenne solo il possesso materiale del feudo e non il titolo ducale, che passò su disposizione imperiale a Scipione Gonzaga.

## Discendenza
Dal matrimonio di Antonio con Elena nacquero i seguenti figli:
- Don ... Carafa (gennaio - luglio 1604); morì a sette mesi;
- Don Onofrio Carafa (1605 – 11 luglio 1607);
- Don Giuseppe Carafa (21 maggio 1609 – agosto 1624);
- Donna Anna Carafa (luglio 1610[senza fonte] – 24 ottobre 1644), erede dei nonni Luigi ed Isabella nei titoli e nei feudi;

## Ascendenza
|                                                                                 |                                  |                                                          | Genitori                                             |  |  | Nonni |  |  | Bisnonni                                                                    |  |  | Trisnonni                                                                   |  |
|                                                                                 |                                  |                                                          |                                                      |  |  |       |  |  | Luigi Carafa della Stadera, II principe di Stigliano, II duca di Mondragone |  |  | Antonio Carafa della Stadera, I principe di Stigliano, I duca di Mondragone |  |
|                                                                                 |                                  |                                                          |                                                      |  |  |       |  |  | Luigi Carafa della Stadera, II principe di Stigliano, II duca di Mondragone |  |  | Antonio Carafa della Stadera, I principe di Stigliano, I duca di Mondragone |  |
|                                                                                 |                                  | Isabella di Capua                                        |                                                      |  |  |       |  |  | Luigi Carafa della Stadera, II principe di Stigliano, II duca di Mondragone |  |  |                                                                             |  |
| Antonio Carafa della Stadera, III principe di Stigliano, III duca di Mondragone |                                  |                                                          |                                                      |  |  |       |  |  | Luigi Carafa della Stadera, II principe di Stigliano, II duca di Mondragone |  |  |                                                                             |  |
|                                                                                 |                                  | Clarice Orsini di Bracciano                              | Giovanni Giordano Orsini, signore di Bracciano       |  |  |       |  |  |                                                                             |  |  |                                                                             |  |
|                                                                                 |                                  | Clarice Orsini di Bracciano                              | Giovanni Giordano Orsini, signore di Bracciano       |  |  |       |  |  |                                                                             |  |  |                                                                             |  |
|                                                                                 |                                  | Clarice Orsini di Bracciano                              | Felice Della Rovere                                  |  |  |       |  |  |                                                                             |  |  |                                                                             |  |
| Luigi Carafa della Stadera, IV principe di Stigliano e IV duca di Mondragone    |                                  | Clarice Orsini di Bracciano                              |                                                      |  |  |       |  |  |                                                                             |  |  |                                                                             |  |
|                                                                                 |                                  | Marcantonio II Colonna, III duca e I principe di Paliano | Ascanio I Colonna, II duca di Paliano                |  |  |       |  |  |                                                                             |  |  |                                                                             |  |
|                                                                                 |                                  | Marcantonio II Colonna, III duca e I principe di Paliano | Ascanio I Colonna, II duca di Paliano                |  |  |       |  |  |                                                                             |  |  |                                                                             |  |
|                                                                                 |                                  | Marcantonio II Colonna, III duca e I principe di Paliano | Giovanna d'Aragona                                   |  |  |       |  |  |                                                                             |  |  |                                                                             |  |
| Giovanna Colonna di Paliano                                                     |                                  | Marcantonio II Colonna, III duca e I principe di Paliano |                                                      |  |  |       |  |  |                                                                             |  |  |                                                                             |  |
|                                                                                 |                                  | Felicia Orsini di Bracciano                              | Girolamo Orsini, signore di Bracciano                |  |  |       |  |  |                                                                             |  |  |                                                                             |  |
|                                                                                 |                                  | Felicia Orsini di Bracciano                              | Girolamo Orsini, signore di Bracciano                |  |  |       |  |  |                                                                             |  |  |                                                                             |  |
|                                                                                 |                                  | Felicia Orsini di Bracciano                              | Francesca Sforza di Santa Fiora                      |  |  |       |  |  |                                                                             |  |  |                                                                             |  |
| Antonio Carafa della Stadera                                                    |                                  | Felicia Orsini di Bracciano                              |                                                      |  |  |       |  |  |                                                                             |  |  |                                                                             |  |
|                                                                                 | Luigi Gonzaga, detto "Rodomonte" | Ludovico Gonzaga                                         |                                                      |  |  |       |  |  |                                                                             |  |  |                                                                             |  |
|                                                                                 | Luigi Gonzaga, detto "Rodomonte" | Ludovico Gonzaga                                         |                                                      |  |  |       |  |  |                                                                             |  |  |                                                                             |  |
|                                                                                 | Luigi Gonzaga, detto "Rodomonte" | Francesca Fieschi                                        |                                                      |  |  |       |  |  |                                                                             |  |  |                                                                             |  |
| Vespasiano I Gonzaga, duca di Sabbioneta                                        | Luigi Gonzaga, detto "Rodomonte" |                                                          |                                                      |  |  |       |  |  |                                                                             |  |  |                                                                             |  |
|                                                                                 |                                  | Isabella Colonna                                         | Vespasiano Colonna, duca di Traetto e conte di Fondi |  |  |       |  |  |                                                                             |  |  |                                                                             |  |
|                                                                                 |                                  | Isabella Colonna                                         | Vespasiano Colonna, duca di Traetto e conte di Fondi |  |  |       |  |  |                                                                             |  |  |                                                                             |  |
|                                                                                 |                                  | Isabella Colonna                                         | Beatrice Appiano                                     |  |  |       |  |  |                                                                             |  |  |                                                                             |  |
| Isabella Gonzaga, duchessa di Sabbioneta                                        |                                  | Isabella Colonna                                         |                                                      |  |  |       |  |  |                                                                             |  |  |                                                                             |  |
|                                                                                 |                                  | Alfonso d'Aragona                                        | Enrico d'Aragona y Pimentel                          |  |  |       |  |  |                                                                             |  |  |                                                                             |  |
|                                                                                 |                                  | Alfonso d'Aragona                                        | Enrico d'Aragona y Pimentel                          |  |  |       |  |  |                                                                             |  |  |                                                                             |  |
|                                                                                 |                                  | Alfonso d'Aragona                                        | Guiomar de Portugal                                  |  |  |       |  |  |                                                                             |  |  |                                                                             |  |
| Anna Trastámara d'Aragona                                                       |                                  | Alfonso d'Aragona                                        |                                                      |  |  |       |  |  |                                                                             |  |  |                                                                             |  |
|                                                                                 |                                  | Giovanna III di Cardona                                  | Fernando Ramon Folch de Cardona                      |  |  |       |  |  |                                                                             |  |  |                                                                             |  |
|                                                                                 |                                  | Giovanna III di Cardona                                  | Fernando Ramon Folch de Cardona                      |  |  |       |  |  |                                                                             |  |  |                                                                             |  |
|                                                                                 |                                  | Giovanna III di Cardona                                  | Francisca Manrique de Lara                           |  |  |       |  |  |                                                                             |  |  |                                                                             |  |
|                                                                                 |                                  | Giovanna III di Cardona                                  |                                                      |  |  |       |  |  |                                                                             |  |  |                                                                             |  |